# Föreningen Sveriges stadsträdgårdsmästare
Föreningen Sveriges Stadsträdgårdsmästare (FSS) bildades år 1920 i Stockholm. Föreningens syfte är att utveckla trädgårds- och landskapsarkitekturen i Sveriges kommuner.